# کوستیکا استفانسکی
کوستیکا استفانسکی (انگلیسی: Costică Ștefănescu; ۲۶ مارس ۱۹۵۱ – ۲۰ اوت ۲۰۱۳) مربی فوتبال اهل رومانی بود.
از باشگاه‌هایی که در آن بازی کرده‌است می‌توان به باشگاه فوتبال استوا بخارست و تیم ملی فوتبال رومانی اشاره کرد.
وی همچنین در تیم ملی فوتبال Romania بازی کرده است.